# Grand-Morié
Grand-Morié  è una città e sottoprefettura della Costa d'Avorio appartenente al dipartimento di Agboville. Conta una popolazione di 17 907 abitanti (censimento 2014).